# Хозяева ночи
«Хозяева ночи» (англ. We Own The Night) — криминальный триллер режиссёра Джеймса Грэя.
Слоган фильма: Two brothers on opposite sides of the law. Beyond their differences lies loyalty.

## Сюжет
Фильм о двух братьях — Джозефе (Марк Уолберг) и Бобби (Хоакин Феникс), первый из которых офицер полиции, а другой управляющий популярного ночного клуба.
Джозеф получает повышение и становится начальником отдела по борьбе с наркотиками. Он просит своего брата, тесно связанного с гангстерами, которые часто бывают в его клубе, помочь ему поймать русского наркоторговца Вадима Нежинского. Нежинский и его люди ведут охоту на полицейских, расчищая себе путь к беспрепятственному сбыту товара. И тот факт, что в списке уничтожения есть члены его семьи, заставляет Бобби задуматься, чью же сторону ему придётся принять.

## В ролях
| Актёр         | Роль                                             |
| ------------- | ------------------------------------------------ |
| Роберт Дюваль | Альберт Грузинский заместитель шефа бюро полиции |
| Марк Уолберг  | Джозеф Грузинский капитан полиции                |
| Хоакин Феникс | Роберт Грузинский управляющий ночным клубом      |
| Mэгги Кили    | Сандра Грузинская                                |
| Ева Мендес    | Аманда Хуарес                                    |
| Энтони Короне | Майкл Соло лейтенант полиции                     |
| Тони Мусанте  | Джек Шапиро капитан полиции                      |
| Пол Херман    | Спиро Джаваннис заместитель комиссара полиции    |
| Фред Беррелл  | Патрик Радди комиссар полиции                    |
| Эдвард Конлон | охранник больницы                                |
| Дэнни Хоч     | Луи Фальсетти                                    |
| Aлекс Видов   | Вaдим Нежинский                                  |
| Олег Taктаров | Павел Любарский                                  |
| Moни Moшонов  | Maрат Бужаев                                     |
| Eлена Соловей | Kaлина Бужаева                                   |
| Энди Эрнандес | камео музыкант                                   |
| Эд Коч        | камео мэр Нью-Йорка                              |

## Награды и номинации
Фильм участвовал в четырёх номинациях, но лауреатом так и не стал:
- 2007 — «Золотая Пальмовая Ветвь» Cannes Film Festival («Хозяева ночи», Джеймс Грей);
- 2008 — Cesar Awards в категории «Лучший зарубежный фильм» (Джеймс Грей);
- 2008 — Teen Choice Awards в категории «Киноактёр жанра драма» (Марк Уолберг);
- 2008 — Visual Effects Society Awards в категории «Лучшие спецэффекты второго плана» (Келли Порт, Джулиан Леви, Бредли Паркер, Оливье Сарда).

## Кассовые сборы
Согласно данным из разных источников, всего в мире фильм собрал около 55 млн долларов. Из них примерно 0,5 млн в России и 29 млн в Соединённых Штатах.